# STS-45
STS-45 var den fyrtiosjätte flygningen i det amerikanska rymdfärjeprogrammet, den elfte flygningen med rymdfärjan Atlantis. Den sköts upp från Pad 39A vid Kennedy Space Center i Florida den 29 september 1988. Efter nästan nio dagar i omloppsbana runt jorden återinträdde rymdfärjan i jordens atmosfär och landade vid Kennedy Space Center.